# Parafia Najświętszej Maryi Panny Wspomożycielki Wiernych w Borkach
Parafia Najświętszej Maryi Panny Wspomożycielki Wiernych w Borkach – parafia rzymskokatolicka w Borkach.
Parafia erygowana w 1945. Obecny kościół parafialny murowany, wybudowany w 1958.
Terytorium parafii obejmuje: Borki, Maruszewiec, Pasmugi, Starą Wieś, Tchórzew-Kolonię, Wrzosów oraz częściowo Sitno i Tchórzew.